# Reichenbach an der Fils
Reichenbach an der Fils – miejscowość i gmina w Niemczech, w kraju związkowym Badenia-Wirtembergia, w rejencji Stuttgart, w regionie Stuttgart, w powiecie Esslingen, siedziba związku gmin Reichenbach an der Fils. Leży nad rzeką Fils, ok. 12 km na wschód od centrum Esslingen am Neckar, przy drodze krajowej B10 i linii kolejowej InterCity Stuttgart–Ulm.

## Demografia
- 1653: 150
- 1950: 3 000
- 2000: 8 022
- 2005: 8 029